# 大青嘴遗址
大青嘴遗址，位于中国吉林省德惠市大青嘴乡大青嘴村，为一个省级文物保护单位，类型为古遗址，公布时间为2007年5月31日。该文物保护单位由德惠市文管所管理。
大青嘴遗址的历史年代为新石器。